# Мунду
Мунду (френски Moundou) е вторият по големина град в Чад, с население от 142 462 души. Столица е на региона Западен Логон.

## География и икономика
Мунду се намира в югозападната част на Чад, където климатът и почвите благоприятстват развитието на земеделието. Годишното валежно количество е около 1250 мм, едно от най-високите в Чад. Отглеждат се памук и тютюн, немалък дял от ръста на икономиката заема и риболовът (Мунду е разположен на брега на река Логон). Градът е един от най-индустриализираните в страната, център на памукопроизводителната промишленост, съществуват фабрики за производство на цигари; в околността има разработени нефтени находища. Тук се намира и най-голямата пивоварна в Чад. Едно от малкото летища с асфалтирани писти в страната се намира именно в Мунду.

## Образователни институции
В Мунду има няколко училища. Сред тях са елитният обществен колеж Адум Даллах и Икономико-техническия университет.

## Побратимени градове
- Поатие, Франция
- Шанхай, Китай